# ماركو مانشيني
ماركو مانشيني (بالإيطالية: Marco Mancini)‏ هو جاسوس إيطالي، ولد في 30 أكتوبر 1960 في كاستل سان بييترو تيرمي في إيطاليا.